# レイコップ・ジャパン
レイコップ・ジャパン株式会社（英語: Raycop Japan Inc.）は、ふとんクリーナー等を製造販売するレイコップ・コリア（朝鮮語: 레이캅코리아）の日本法人である。

## 前史
李誠晋（朝鮮語: 이성진）が家業を継ごうと帰国したとき、父の会社ブカンセムズ（朝鮮語: 부강샘스・当時）はアイリバー（朝鮮語: 아이리버）などへのMP3プレーヤOEM事業の不振に喘いでいた。医師でもあった李は、事業の立て直しのために健康関連の家電製品を企画することとし、2007年3月に世界初の除菌機能付き寝具専用掃除機レイコップ（朝鮮語: 레이캅）を製品化した。
同年（平成19年）、日本での販売も始めたが、マーケティングを代理店に任せたため、開発当初の健康家電というコンセプトが伝わらない。いつしかまな板をも除菌できる汎用クリーナーという扱いとなり、無名の製品は苦戦することとなった。そこで2012年（平成24年）に、日本支社に丸紅株式会社時代にASUSのオリジナルブランドのノートパソコンの展開でプロジェクトマネージャーであった、平石鳳志を日本支社長に抜擢した。販社も東京に置き、リブランディングすることで再参入を試みることとなった。
ジャパネットたかた代表取締役（当時）の高田明は、自身の年齢が70歳に近付き、若い世代に事業を承継し次のイノベーションを託す日も近いと考えるようになっていた。そこで、2期連続で大幅な減収減益が不可避となった2012年（平成24年）に、高田は大胆な社内改革に着手した。東京に本社機能を分割したオフィスとスタジオを新設し、佐世保の本社（高田自身）と売り上げを競わせた。また、平成25年期に過去最高益を出せなければ社長を辞任すると宣言し、不退転の決意を見せた。
その東京オフィスが、「佐世保」と違うものとして最初期に販売したのがレイコップだった。ジャパネットたかたは、過去にもレイコップを取り扱ったことはあったが、まったく売れなかった。しかし、李らのリブランディングに注目し、再度扱ってみることとした。東京オフィスが採った手法は、レイコップをはっきりふとん専用と銘打ち、レイコップのみをじっくり1時間かけて説明した番組を放送するという前例のないものだった。それが功を奏し、レイコップは2012年（平成24年）の年末から爆発的に売れはじめた。
レイコップのヒットは、高田が示した過去最高益達成に大きく貢献しただけでなく、李にとっても日本市場での成功を確信できるものであった。李は翌2013年（平成25年）2月に日本支社と販社を日本法人レイコップ・ジャパンに改組し、今後の製品開発に日本市場も考慮できる体制を整えた。レイコップの日本市場での販売累計は、リブランディングからわずか2年弱で100万台を超え、その約3分の2をジャパネットたかたが販売していた。

## 製品
日本市場での販売は2007年（平成19年）から開始している。2013年（平成25年）2月のレイコップ・ジャパン設立前後までは、ヤーマンやシネックスインフォテック（現・シネックスジャパン）が販売代理店をしていた。日本国内販売累計台数は、2017年（平成29年）12月時点で約490万台である。

### ふとんクリーナー
スタンダードモデル
- RAYCOP SMART[32][33]（BK-100J[34]） - 2009年（平成21年）2月発売[35]。
- RAYCOP SMART（BK-200JP）[33][36]
- RAYCOP RS（RS-300J）[37] - 2013年（平成25年）10月2日発売[37]。
- RAYCOP RS2（RS2-100J）[38] - 2015年（平成27年）10月29日発売[39]。
- RAYCOP PRO（RS3-100J）[40] - 2019年（令和元年）11月21日発売[41]。

エントリーモデル
- RAYCOP GENIE（BG-200）[36] - 2012年（平成24年）2月11日発売[36]。
- RAYCOP LITE（RE-100J）[42] - 2014年（平成26年）6月27日発売[39]。
- RAYCOP RN（VCEN-100J）[43] -  2017年（平成29年）6月8日発売[44]。

プレミアムモデル
- RAYCOP MAGNUS（MG-100J）[36] - 2012年（平成24年）2月11日発売[36]。
- RAYCOP RP（RP-CRA01J）[45] - 2015年（平成27年）2月28日発売[46]。
- RAYCOP RX（RX-100J）[47] - 2017年（平成29年）2月23日発売[48]。

ジャパネットたかた限定モデル
- RAYCOP HERA（AP-200J）[49] - 2010年（平成22年）8月発売[19][50]。
- RAYCOP Genie-T（BG-310JP）[49] - 2012年（平成24年）10月発売[11][51]。
- RAYCOP RT（RT-300JP）[26] - 2014年（平成26年）4月発売[26]。
- RAYCOP RT2（RT2-100J）[52] - 2016年（平成28年）5月発売[53]。
- RAYCOP RTP（RTP-100JP）[54] - 2018年（平成30年）5月25日発売[54]。

エディオン限定モデル
- RAYCOP RS2（RS2-100JEP）[55] - 2016年（平成28年）3月1日発売[56]。

ヤマダ電機限定モデル
- RAYCOP（ROY-100J）[57] - 2016年（平成28年）5月28日発売[57]。

ビックカメラグループ限定モデル
- RAYCOP（ROBK-100J）[58] - 2016年（平成28年）5月28日発売[59]。

限定モデル
- RAYCOP（VCCO-100JP） - 2017年（平成29年）6月23日発売[60]。

### スティッククリーナー
- RAYCOP RPC-300（RPC-300JP）[61] - 2019年（平成31年）4月24日発売[62]。
- RAYCOP RHC-100（RHC-100JP）[63] - 2019年（平成31年）4月24日発売[62]。
- RAYCOP RHC-300（RHC-300JP）[63] - 2019年（平成31年）4月24日発売[62]。
- RAYCOP RHC-500（RHC-500JP） - 2019年（令和元年）12月発売[64]。
- RAYCOP RSC-100（RSC-100JP）[65] - 2020年（令和2年）6月18日発売[66]。
- RAYCOP RSC-300（RSC-300JP）[65] - 2020年（令和2年）6月18日発売[66]。

### その他
- RAYCOP FUTOCON（FCST-100JP）[67] - 2018年（平成30年）2月23日発売[68]。ふとんコンディショナー[68]。
- Sleex Pillow by raycop（SLPL-100JP）[69] - 2018年（平成30年）4月26日発売[69]。高反発まくら[70]。
- RAYCOP ミズロボ（RMR-100）[71] - 2019年（平成31年）3月7日発売[71]。水拭きロボットクリーナー[71]。

## 社会貢献活動等
訪問おふとんお掃除プロジェクト
ブカンセムズ日本支社は2012年（平成24年）、ふとんケアの大切さとダニの除去に有効なふとんケア方法を広めるとして、同社社員が保育園などを訪問する「訪問おふとんお掃除プロジェクト」を始めた。
ふとんをクリーニングする日
レイコップ・ジャパンは、ふとんをクリーニングする習慣を広めるためとして、2月10日を「ふとんをクリーニングする日」とし、日本記念日協会に登録した。
レイコップあんしんお昼寝プロジェクト
レイコップ・ジャパンは2015年（平成27年）に、昼寝を実施する保育園や児童養護施設にふとんクリーナーを寄贈するキャンペーン「レイコップあんしんお昼寝プロジェクト」を行った。

## 受賞等
- 第12回ペアレンティングアワード，モノ部門，ペアレンティングアワード実行委員会[76]
- 第10回ペアレンティングアワード，モノ部門，ペアレンティングアワード実行委員会[77]
- たまひよ赤ちゃんグッズ大賞2019，ふとんクリーナー部門，たまごクラブ[78]
- たまひよ赤ちゃんグッズ大賞2018，ふとんクリーナー部門，たまごクラブ[79]
- たまひよ赤ちゃんグッズ大賞2017，ふとんクリーナー部門，たまごクラブ[80][81]
- たまひよ赤ちゃんグッズ大賞2016，お布団クリーナー部門，たまごクラブ[82][83]
- 家電大賞2018，ボディケア部門，ノミネート，ゲットナビ[84]
- 家電大賞2017，家事家電部門，ノミネート，ゲットナビ[85]
- 家電大賞2015，掃除機部門，ノミネート，ゲットナビ[86]
- デジモノ オブ ザ イヤー2015，シロモノ家電部門，ノミネート，デジモノステーション[87]
- 2015 55th ACC CM FESTIVAL，ラジオCM部門，ファイナリスト，全日本シーエム放送連盟[88]
- Yahoo!検索大賞2014，家電部門，Yahoo Japan[89]
- 日経MJ2013ヒット商品番付，西前頭十二枚目，日本経済新聞[90]
- 2013年ヒット商品ベスト30，8位，日経トレンディ[91]
- 家電アワード2018，その他の空調・設備関連家電部門，All About[92]
- 家電アワード2013，家事家電部門，ノミネート，All About[93]
- 2013年楽天年間ランキング，楽天市場ヒット番付，西横綱，楽天市場[94]
- 2013年楽天年間ランキング，検索キーワードランキング，1位，楽天市場[95]
- 2013年楽天年間ランキング，家電ジャンルTOP30，5位，楽天市場[96]
- 2013年楽天年間ランキング，年間ランキング受賞ショップ，家電部門，楽天市場[97]

## リコール
レイコップ・ジャパンは2019年（令和元年）5月15日、20日前の4月24日に発売したスティッククリーナーRHC-300JPおよびRHC-100JPの2機種について、延長パイプ着脱部の接続不良およびパワーヘッドのブラシ回転不良があったとして、自主回収を発表した。